# Dysstroma albonigrata
Dysstroma albonigrata är en fjärilsart som beskrevs av Heydemann 1932. Dysstroma albonigrata ingår i släktet Dysstroma och familjen mätare. Inga underarter finns listade i Catalogue of Life.